# آثار معماری قلعچه
آثار معماری قلعچه مربوط به دوران‌های تاریخی پس از اسلام است و در شهرستان کهگیلویه، بخش مرکزی، روستای صدرالله بهادران واقع شده و این اثر در تاریخ ۲۴ فروردین ۱۳۸۲ با شمارهٔ ثبت ۸۳۴۰ به‌عنوان یکی از آثار ملی ایران به ثبت رسیده است.